# GM VSS
Vehicle Set Strategy (VSS) — автомобильные платформы, выпускающиеся с 2019 года компанией General Motors.

## VSS-F
VSS-F — платформа для переднеприводных автомобилей, являющаяся преемницей Gamma, Delta и Epsilon. На этой платформе также базируются полноприводные автомобили. Первые модели на платформе VSS-F — Chevrolet Trailblazer и Buick Encore GX.

### Применения
- Buick Encore GX (2019 — настоящее время)
- Buick Envista (2022 — настоящее время)
- Chevrolet Trailblazer (2020 — настоящее время)
- Chevrolet Trax/Seeker (2023 — настоящее время)

## VSS-R
VSS-R — платформа для заднеприводных автомобилей, являющаяся преемницей Alpha и Omega. На этой платформе выпускаются:
- Cadillac CT4
- Cadillac CT5
- Cadillac CT6
- Chevrolet Camaro[4][5]

## VSS-S
- Buick Enclave
- Chevrolet Equinox

## VSS-T
- Chevrolet Silverado/GMC Sierra
- Chevrolet Colorado/GMC Canyon[6]